# Umbrărești
Umbrărești is een Roemeense gemeente in het district Galați.
Umbrărești telt 7094 inwoners.